# Sam: een leven dat blijft verbazen
Sam: een leven dat blijft verbazen is een Nederlandse documentaire uit 2010 van Ria Bremer. De uitzending door de AVRO op 26 april 2010 werd bekeken door 1,5 miljoen mensen.
De documentaire behandelt het leven van de zwaar gehandicapte Sam Galesloot (Rotterdam, 18 september 1984 - Zeist, 1 januari 2011), die op zijn vijfde een onbekende progressieve spierziekte kreeg. In 1992 begon Bremer met het filmen van Galesloot op het moment dat de doktoren hem een levensverwachting van minder dan een jaar gaven. De bedoeling van de film was om de beslismomenten in een leven dat nog maar zo kort zou duren, vast te leggen voor Vinger aan de Pols. Galesloot bleef echter leven en Bremer volgde hem 19 jaar lang. Hoewel hij blind en doof was en niet meer kon lopen en zelfstandig ademhalen, rondde hij de middelbare school af en reisde de wereld rond. Hij had een IQ van 140 en wilde rechten studeren. Een tweede documentaire werd voorbereid.
Communicatie met hem was alleen mogelijk door middel van een voor hem ontwikkeld hand-wang-alfabet, waarbij letters door de vingers van de tolk of spreker op de wang van Galesloot getikt of getekend worden. Galesloot wilde een boek schrijven dat anderen deze vorm van gebarentaal leert. Om dit te helpen financieren, organiseerde De Wereld Draait Door op Bevrijdingsdag 2010 een bingo-uitzending. Hij overleed op 1 januari 2011.